# Ivan Turšić
Ivan Turšić (Zagreb), hrvatski operni i koncertni pjevač, buffo tenor. Solist je berlinske Komische Oper.

## Životopis
Ivan Turšić rođen je u Zagrebu. Diplomirao je na zagrebačkom Građevinskom fakultetu. Pjevanje je učio i usavršavao kod poznatih glazbenih pedagoga, Nonija Žuneca i Dubravke Krušelj Jurković. Na Muzičkoj akademiji u Zagrebu 2000. godine upisuje studij solo pjevanja u klasi prof. Cynthije Hansell-Bakić. Godinu dana kasnije debitira u zagrebačkom HNK (Puccini: Il Trittico). 2003. godine nastavlja studij u Stuttgartu u klasi prof. Dunje Vejzović. U to vrijeme nastupa u stuttgartskoj Državnoj operi i nizu projekata Operne škole. Nakon diplome 2007. godine postaje član ansambla Opere u Hannoveru gdje je i danas na stalnom umjetničkom angažmanu. Gostovao je u kazalištima u Baselu, Bremenu, Dessau, Essenu, Kasselu, Krefeldu i Mönchengladbachu.
Na opernoj pozornici do sada je ostvario preko četrdeset uloga od kojih su najznačajnije: Belmonte (“Otmica iz seraja”), Don Ottavio (“Don Giovanni”), Barinkay (“Barun Ciganin”), Caramello (“Noć u Veneciji”), David (“Majstori pjevači”), Sam Kaplan (“Street Scene” K. Weilla), Rinuccio (“Gianni Schicchi”), Cavalier Belfiore (“Il viaggio a Reims”), Skuratov (“Z mrtvého domu” L. Janačeka), Truffaldino (“Ljubav za tri naranče” S. Prokofjeva), Lysander (“San ljetne noći” B. Brittena), Sospiro (“L’opera seria” F. L. Gassmanna), Arbace (“Idomeneo”), Jaquino (“Fidelio”), Mime (“Rajnino zlato”), Brighella i Tanzmeister (“Ariadne auf Naxos”).
Nerijetko je prisutan i na koncertnim podijima. Nastupio je u Royal Albert Hallu u Londonu (BBC Proms), na Festivalu u Ludwigsburgu, Dubrovačkim ljetnim igrama, Glazbenim večerima u Sv. Donatu i brojnim drugim priredbama. U Hrvatskoj je surađivao, među ostalim, sa Simfonijskim orkestrom HRT-a, Hrvatskim baroknim ansamblom, Varaždinskim komornim orkestrom, Zadarskim komornim orkestrom i Orkestrom HNK Rijeka.
Usavršavao se kod Richarda Millera, Konrada Richtera, Júlije Hamari, Francisca Araize i drugih.
Od sezone 2015./2016. stalni je član Komische Oper Berlin.